# Четыре приключения Ренетт и Мирабель
Четыре приключения Ренетт и Мирабель (фр. Quatre aventures de Reinette et Mirabelle) — лирическая кинокомедия режиссёра Эрика Ромера, вышедшая на экраны 4 февраля 1987.

## Сюжет
Фильм, представляющий собой четыре короткометражных эпизода из жизни двух подруг, был снят Ромером в промежутке между двумя лентами из серии «Комедии и пословицы» — «Зеленым лучом» и «Другом моей подруги». Он принадлежит к внесерийным картинам режиссёра, и поставлен по идее, предложенной актрисой Жоэль Микель.

### Синий час
Парижанка Мирабель, студентка-этнолог, приезжает в деревню к родственникам. На проселочной дороге у её велосипеда оказывается проколотой камера, и на помощь путешественнице приходит местная жительница Ренетт, начинающая художница. Мирабель остается у неё на ночь, поскольку Ренетт обещает показать так называемый «синий час» — краткий промежуток времени перед самым рассветом, когда ночные птицы засыпают, а дневные ещё не проснулись, и над землей стоит мертвая тишина. По её мнению, если когда-нибудь наступит конец света, то именно в эти минуты.
Первый опыт оказывается неудачным, поскольку какой-то ночной ездок нарушает тишину ревом своего мотора. У чувствительной и несколько наивной Ренетт из-за этого начинается истерика, и спокойная и рассудительная Мирабель обещает остаться в её доме ещё на день, в ходе которого знакомится с непривычной для горожанки деревенской жизнью. Ренетт собирается поступить в художественное училище в Париже, и новая подруга предлагает ей вместе снимать жилье.

### Официант в кафе
Ренетт и Мирабель живут в Париже. Подруги договариваются встретиться после занятий в уличном кафе, которое Ренетт, не знакомой с местной топографией, предстоит разыскать. Попытка узнать дорогу путём расспросов у прохожих заканчивается комичным спором между двумя мужчинами, наперебой пытающимися объяснить девушке, как пройти по нужному адресу, при том, что один из спорщиков живёт в другом районе, а второй вообще из Марселя, оба толком ничего не знают, но продолжают увлеченно препираться, даже не заметив, что Ренетт, увидевшая в нескольких метрах кафе, уже ушла.
Официант за чашку эспрессо требует деньги вперед, приговаривая, что, «знаем мы вас, сбежите, не заплатив». Удивленная Ренетт дает ему двести франков, но гарсон заявляет, что у него нет сдачи с такой крупной купюры. Завязывается жаркий спор, в который включается подоспевшая Мирабель. Поскольку у неё тоже нет мелочи, а сидеть и ждать, пока в кассе появятся деньги для размена, подругам не хочется, они в самом деле сбегают не заплатив. Уязвленная тем, что грубиян-официант формально оказался прав в своих подозрениях, Ренетт на следующий день заносит в кафе деньги.

### Нищий, клептоманка и мошенница
Проходя по улице, Ренетт дает мелочь попрошайкам, и горячо упрекает Мирабель в бессердечии к нуждающимся. Та оправдывается, заявляя, что в Париже полно нищих, многие из них просто мошенники, и денег на всех не напасешься. Тем не менее, слова подруги её несколько задевают, она также начинает раздавать мелочь, а в супермаркете, заметив воровку, за которой следят двое инспекторов, помогает той уйти от наказания, выхватив сумку с краденым, и выбежав из магазина. Поскольку женщина после разбирательства с персоналом супермаркета быстро садится в машину и уезжает, добыча остается в руках Мирабель.
Содержимое сумки, включающее бутылку шампанского и копченую семгу, наводит подруг на мысль, что воровка не нищая, а просто клептоманка, и Ренетт набрасывается на Мирабель с новыми упреками, обвиняя её в пособничестве пороку. Та раздраженно отвечает, что у неё своя точка зрения, а представления Ренетт о справедливости далеки от реальной жизни.
На следующий день слова Мирабель получают реальное подтверждение, когда Ренетт становится жертвой мошенницы-попрошайки.

### Продажа картины
В ходе очередного словесного диспута Мирабель делает подруге замечание, указывая, что та без умолку сыплет нравоучениями, повторяя одни и те же фразы по два раза подряд. Обиженная Ренетт предлагает на спор молчать весь следующий день. Поскольку ей крайне нужны деньги, один приятель договаривается о встрече с галеристом, готовым купить её работу. Встреча назначена как раз на тот день, когда должно состояться пари, и Мирабель благородно предлагает подруге перенести спор, но принципиальная Ренетт отказывается отступить, даже под угрозой срыва сделки.
При встрече с галеристом Ренетт приходится изъясняться знаками, что не доставляет большого неудобства, поскольку словоохотливый господин сам говорит за двоих. Мирабель, пришедшая в лавку под видом покупательницы, наблюдает за происходящим. Торговец готов дать две тысячи франков, но только после продажи картины. Завязывается некое подобие спора, в ходе которого галерист бурно возмущается, а Ренетт, которая не в состоянии ему ответить, начинает рыдать.
Мирабель набрасывается на мужчину с упреками, заявляя, что тот намерен бессовестно ограбить бедную девушку, очевидно, глухонемую, которая и возразить-то ничего не может. Пристыженный торговец вручает Ренетт деньги, и та в сильном смущении быстро покидает лавку.

## В ролях
- Жоэль Микель — Ренетт
- Джессика Форд — Мирабель
- Филипп Лоденбаш — официант
- Франсуа-Мари Банье — прохожий
- Жан-Клод Бриссо — прохожий
- Беатрис Роман — инспектриса
- Жерар Куран — инспектор
- Дэвид Роксеведж — англичанин
- Ясмин Ори — клептоманка
- Мари Ривьер — мошенница
- Фабрис Лукини — галерист

## Музыка
Композитор Жан-Луи Валеро, рассчитывавший после «Зелёного луча», что Ромер, наконец, позволит ему сделать оригинальную партитуру, был разочарован. Режиссёру было нужно музыкальное сопровождение только для начальных и конечных титров, на фортепиано, и решенное в виде частых повторов одной ноты "до". «Я был озадачен еще больше, чем обычно: что можно сделать с одними "до"?» Музыкант вышел из положения, использовав азбуку Морзе: ноты верхней октавы (две восьмых) — как точки, а средней октавы (восьмые) — как тире.
В начальных титрах морзянкой была закодирована фраза Reinette et Mirabelle, а в конце — C’était 4 Aventures de Reinette et Mirabelle par Éric Rohmer, на основе очень современной ритмики. Азбука Морзе была орнаментирована небольшой перкуссией и шумом бьющегося стекла, звучащими вполне натурально. «Это было сообщение, которое смог бы расшифровать только радиоинженер (насколько я знаю, никто этого не заметил), но Ромер был восхищен».

## Критика
Сюжет первой из четырёх историй, рассказанный Ромеру Жоэль Микель, является своеобразным продолжением предыдущей картины — «Зеленого луча». Критики отметили, что фильм режиссёра, часто строившего действие именно на длинных диалогах, начинается с темы тишины и заканчивается идеей молчания.
Критик The New York Times Карин Джеймс отметила, что героиня Жоэль Микель настолько принципиальна и наивна, что у окружающих неизменно возникает в её отношении подозрение в мошенничестве. Строгая нравственная позиция Ренетт в конце концов оказывается весьма уязвимой, особенно в последнем эпизоде, где именно обман приносит успех в деле, в котором проиграла честность.

## Комментарии
1. ↑  Собственно, «синим часом» (фр. heure bleue) в западных странах называется период сумерек перед рассветом и после заката, когда небо приобретает насыщенный синий оттенок; этот промежуток времени длится около получаса, а дневные птицы в зарослях устраивают шумный «концерт» в первые несколько минут